# Roquestéron
Roquestéron (Occitaans: Roquesteron of Sa Ròca; Italiaans (verouderd): Roccasterone) is een gemeente in het Franse departement Alpes-Maritimes (regio Provence-Alpes-Côte d'Azur) en telt 506 inwoners (2004). De plaats maakt deel uit van het arrondissement Nice.

## Geografie
De oppervlakte van Roquesteron bedraagt 6,4 km², de bevolkingsdichtheid is 79,1 inwoners per km².
De onderstaande kaart toont de ligging van Roquestéron met de belangrijkste infrastructuur en aangrenzende gemeenten.

## Demografie
Onderstaande figuur toont het verloop van het inwonertal (bron: INSEE-tellingen).
Vanwege een beveiligingsprobleem met de MediaWiki Graph-software is het momenteel niet mogelijk deze grafiek weer te geven. Zodra de software is bijgewerkt zal de grafiek vanzelf weer zichtbaar worden.